# Аблесов, Садыкбек
Садыкбек Аблесов (8 марта 1940, Кой-Таш, Чуйская область, Киргизская ССР) — заслуженный строитель Кыргызстана, кандидат технических наук, общественный деятель.

## Биография
Родился 8 марта 1940 года в Кой-Таше.
21 апреля 1972 года был утверждён сессией горсовета председателем Ошского горисполкома, затем с 1979 по 1982 годы был первым секретарем Ошского ГК Компартии Киргизии. Будучи первым секретарем и председателем горсовета изучал всесторонне изучал хозяйственную деятельность города. Главным для него вопросом был транспортный, необходимо было как можно быстрее пустить троллейбусы вокруг реки Ак-Бууры. Для этого на левом побережье осуществили реконструкцию реки по улице Кыргызстан. Также ввёл новые троллейбусы для города Ош. По его инициативе был построен большой мост, соединивший парки Токтогула и Навои. При нём были построены десятки многоэтажных домов в микрорайоне «Юго-Восток». Планировалось строительство ресторана в пещере по проекту скульптора Тургунбая Садыкова. Однако старшее поколение выступило против, заявляя, что лучше всего устроить в пещере музей. Планировалось также и строительство фуникулера к горе Сулайман-Тоо, но проект не осуществился.
Неоднократно избирался депутатом районных, городских, областных советов народных депутатов, двух созывов Верховного Совета Киргизской ССР и Жогорку Кенеша Кыргызстана. Баллотировался на президентских выборах 1990 года, но проиграл Аскару Акаеву.
Член-корреспондент Инженерной академии.
Почетный профессор Сибирской академии наук Российской Федерации.
Автор книги «Промышленное использование древесины тополя», 16 научных трудов, 5 изобретений, под его редакцией выпущен «Справочник строителя».